# Minnesota United FC
Minnesota United FC este un club de fotbal american profesionist cu sediul în zona Minneapolis-Saint Paul, care joacă în Conferința de Vest (MLS) a Major League Soccer. Clubul a început să joace în MLS în 2017 fiind cel de-al 22-lea club care se alătură liga și a înlocuit franciza cu același nume din North American Soccer League (NASL).
Clubul și-a disputat meciurile de acasă pe TCF Bank Stadium, în campusul Universității din Minnesota din Minneapolis în primele două sezoane în MLS. Din 2019, s-a mutat în Saint Paul (devenind a doua mare echipă în sportul profesionist a orașului după Minnesota Wild), pe un stadion specific de fotbal construit pe locul unui vechi „hambar de autobuz“ din cartierul Midway.
Minnesota United FC este condusă de Bill McGuire, fostul CEO al UnitedHealth Group, și include alți proprietari de echipe de sport din Minnesota: familia Pohlad, proprietarii Minnesota Twins; Glen Taylor proprietarul celor de la Timberwolves; fostul investitor al celor de la Wild, Glen Nelson și fiica sa, Wendy Carlson Nelson proprietara lanțului hotelier Carlson. 
Minnesota United sunt a șasea echipă prin care s-a extins MLS și care a venit dintr-o divizie inferioară, după Seattle Sounders FC (2009), Vancouver Whitecaps FC (2011), Portland Timbers (2011), Montreal Impact (2012) și Orlando City SC (2015).